# باول أرمسترونغ (لاعب كرة قدم)
باول أرمسترونغ (بالإنجليزية: Paul Armstrong)‏ هو لاعب كرة قدم بريطاني في مركز الهجوم، ولد في 27 أكتوبر 1965 في غلاسكو في المملكة المتحدة. لعب مع نادي كوينز بارك.